# SCONTO Nábytek
SCONTO Nábytek je řetězec  prodejen s nábytkem působící v Německu, v Česku a na Slovensku. Řetězec je součástí německého koncernu Krieger Handel Holding, do kterého patří také nábytkářské řetězce Höffner a Möbel Kraft. V Česku má SCONTO 9 prodejen a e-shop. V roce 2021 měla česká filiálka tržby ve výši 2,493 mld. Kč, a byla tak po řetězcích IKEA, XXXLutz a JYSK čtvrtým největším prodejcem nábytku v zemi.

## SCONTO ve světě

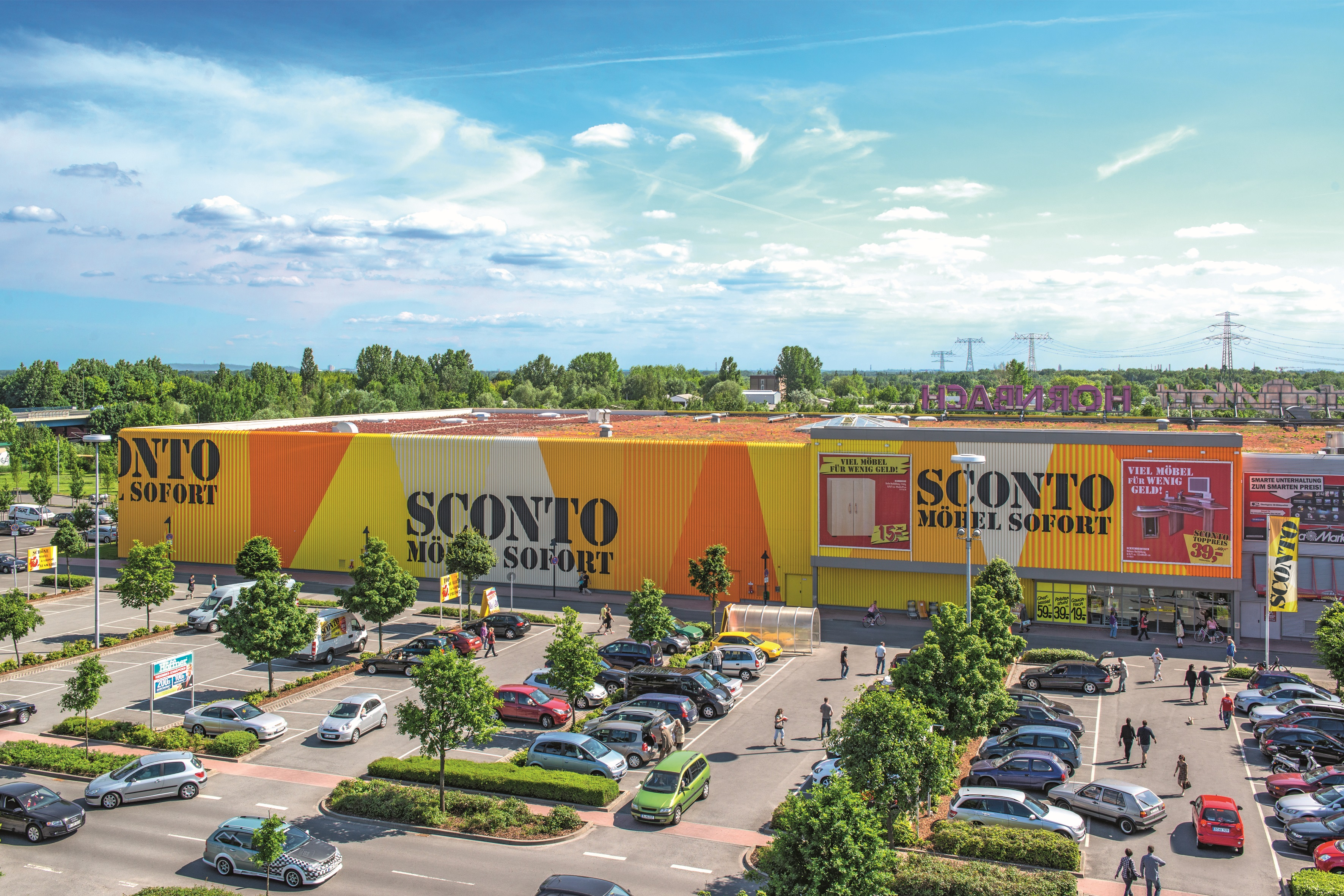
Prodejna SCONTO v Berlíně

První prodejna SCONTO byla otevřena v roce 1990 v obci Kleinostheim na severozápadní hranici Bavorska (v podhůří Spessartu nedaleko Frankfurtu nad Mohanem). Následovaly prodejny především na území bývalého východního Německa. V roce 1995 vstoupil řetězec na český trh, kde svou první prodejnu otevřel v Praze-Stodůlkách. V roce 2010 následovala expanze na Slovensko, kde první prodejna vznikla v Trnavě.
SCONTO Nábytek byl původně součástí skupiny Möbel Walther, kterou skupina Krieger v letech 2002–2007 postupně majetkově ovládla. Skupina Krieger se v roce 2022 stala členem nábytkářského obchodního spolku Begros.
V září 2023 provozoval řetězec SCONTO celkem 34 prodejen ve třech zemích:
| Země      | Místní název        | Počet prodejen | K datu  |
| --------- | ------------------- | -------------- | ------- |
| Česko     | SCONTO Nábytek      | 9              | 09/2023 |
| Německo   | SCONTO Möbel-Sofort | 21             | 09/2023 |
| Slovensko | SCONTO Nábytok      | 4              | 09/2023 |

## SCONTO vČesku

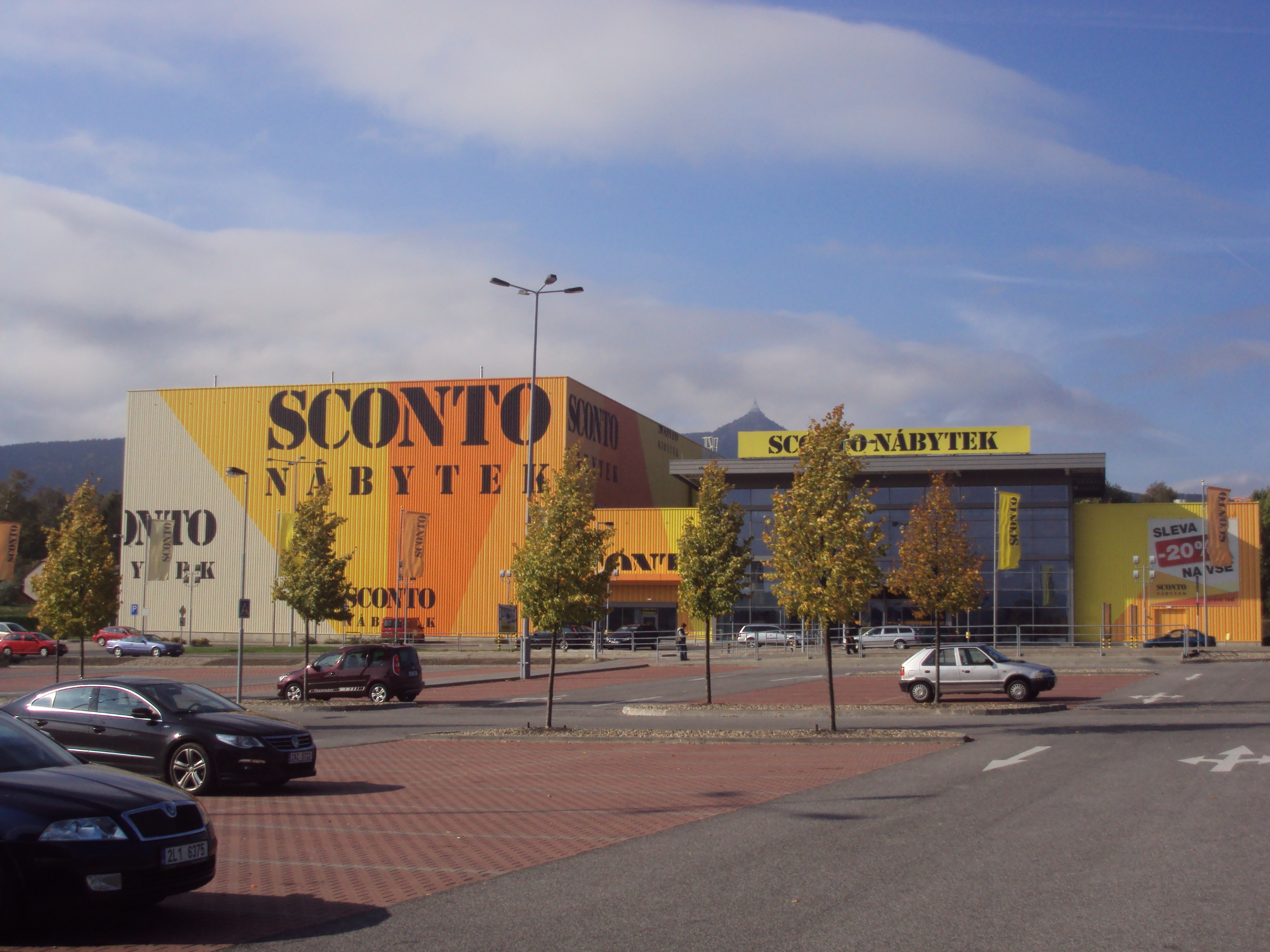
SCONTO v Liberci (2012)

SCONTO je v Česku zastoupeno společností SCONTO Nábytek s.r.o., která má IČ 257 23 944 a je vedena u Městského soudu v Praze. Tato společnost byla založena v prosinci 1998, v letech 1995–1998 řetězec v Česku působil prostřednictvím jiného právního subjektu s IČ 629 17 510. Sídlo společnosti se od počátku nachází na Jeremiášově ulici v Praze-Stodůlkách naproti prodejně.

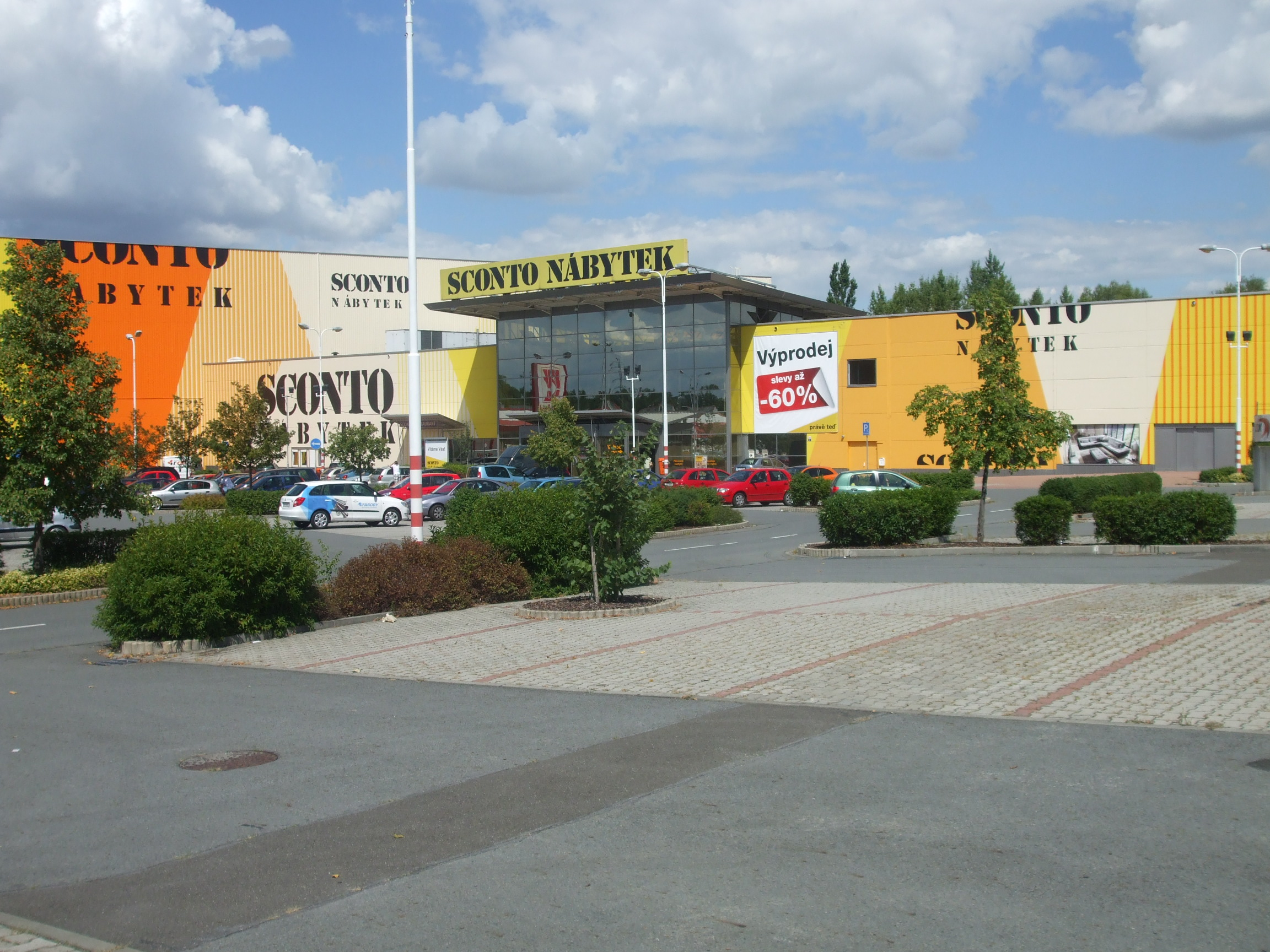
Prodejna SCONTO v Ostravě (2007)

První tuzemská prodejna SCONTO byla otevřena v roce 1995 v Praze-Stodůlkách. Následovaly prodejny v Ostravě-Mariánských Horách (1998) a v Praze na Černém Mostě (1999). Čtvrtá prodejna vznikla v roce 2005 v Modřicích u Brna, následovaly prodejny v Liberci (2009), v Trmicích u Ústí nad Labem (2010), Českých Budějovicích (2011) a Hradci Králové (2012). Devátá prodejna SCONTO v Česku byla otevřena v červnu 2023, a to na Borských polích v Plzni.
SCONTO Nábytek v Česku dříve používal reklamní slogan „bytu i kapse na míru“. Slogan je zapsaný jako součást ochranné známky.
| Kraj            | Počet prodejen | Lokace               |
| --------------- | -------------- | -------------------- |
| Jihočeský       | 1              | České Budějovice     |
| Jihomoravský    | 1              | Modřice              |
| Královéhradecký | 1              | Hradec Králové       |
| Liberecký       | 1              | Liberec              |
| Moravskoslezský | 1              | Ostrava              |
| Plzeňský        | 1              | Plzeň                |
| Praha           | 2              | Černý Most, Stodůlky |
| Ústecký         | 1              | Trmice               |
| Celkem          | 9              |                      |